# Davide Raucci
Davide Raucci (Napoli, 28 giugno 1990) è un cestista italiano.

## Biografia
Nasce a Napoli da padre italiano e madre ghanese, ma a partire dall'età di 8 anni cresce a Biella.

## Carriera
Cresce nelle giovanili della Pallacanestro Biella, con cui partecipa a tre finali nazionali tra Cadetti e Juniores. Diciottenne, disputa la stagione 2008-2009 in Serie C Dilettanti con la Cestistica Biella, ma nel corso di quell'annata colleziona anche la sua prima apparizione in Serie A il 16 novembre 2008 quando gioca un minuto nell'ampia vittoria della Pallacanestro Biella sulla Fortitudo Bologna.
Dal 2009 studia a Torino ma nel frattempo continua a giocare a basket con la canotta del CUS Torino militandovi per cinque stagioni, trascorse tra la Serie C Dilettanti e la Divisione Nazionale B.
Nell'estate 2014 riceve la chiamata della Fortitudo Bologna, squadra che all'epoca partecipava alla Serie B dopo essere stata ricostituita a seguito delle vicende societarie di alcuni anni prima. Con 7 punti a partita, Raucci contribuisce alla promozione in Serie A2 arrivata a fine stagione. Confermato, rimane in biancoblu fino alla fine della stagione 2016-2017, anch'essa disputata in A2.
Nel luglio 2017 viene annunciato il suo ingaggio annuale da parte della Pallacanestro Cantù, formazione della massima serie. Con i brianzoli Raucci totalizza 12 presenze, poi a marzo il suo contratto viene risolto consensualmente, quindi va a terminare la stagione in A2 alla Virtus Roma.
Nel 2018-2019 Raucci è di scena alla Virtus Cassino, sempre in A2, dove in 26 partite di regular season realizza 11,9 punti, ma il campionato dei rossoblu termina con la retrocessione ai play-out. Rimane a giocare in A2 nel Lazio anche in vista dell'annata successiva, firmando un contratto annuale con il Latina Basket di cui viene anche nominato capitano. Viene poi confermato anche per la stagione seguente.
Nel luglio 2021 si accorda con lo Scafati Basket in Serie A2, anche se la sua stagione è parzialmente condizionata da un infortunio al legamento collaterale esterno del ginocchio sinistro occorsogli ad ottobre.
Il 2 gennaio 2023 viene ufficializzato il suo ingaggio a stagione in corso da parte della San Giobbe Chiusi, altra società di Serie A2.
Nell'estate 2024 si trasferisce nelle Marche, più precisamente nella Janus Basket Fabriano, in Serie B.

## Palmarès
- Supercoppa LNP: 1

Fortitudo Bologna: 2016